# Java Transaction Service
O Java Transaction Service (JTS) é uma implementação de um gerenciador de transações distribuídas que suporta a interface definida pela API JTA e que internamente suporta a especificação Object Transaction Service da OMG. A comunicação entre diferentes gerenciadores de transação JTS é realizada através do protocolo IIOP.
O JTS disponibiliza o suporte transacional para os elementos envolvidos em transações distribuídas: o servidor de aplicação, o gerenciador de recursos compatível com o padrão XA (um sistema de gerenciamento de banco de dados, por exemplo) e o Communication Resource Manager (que permite o participação de outros gerenciadores na transação).